# Douglas Abner
Douglas Abner Almeida dos Santos, meglio noto come Douglas Abner (Brasilia, 30 gennaio 1996), è un calciatore brasiliano, attaccante svincolato.

## Carriera
Ha giocato 7 partite nella massima serie portoghese.